# Cardiochiles calculator
Cardiochiles calculator är en stekelart som beskrevs av Telenga 1955. Cardiochiles calculator ingår i släktet Cardiochiles och familjen bracksteklar. Inga underarter finns listade.